# Karl von Decker
Karl von Decker (1784-1844) fue un militar, táctico y escritor de Alemania. 

## Biografía
Decker fue un militar y escritor nacido en Berlín en 1784 y fallecido como Mayor-general en 29 de junio de 1844.
Decker sirvió muchos años en el ejército de Prusia y dejó escritas muchas obras militares como las siguientes: <<Las campañas de Napoleón Bonaparte en Italia>> o <<Tácticas>>, y también originó <<Militär-wochenblat>> junto a al Mayor Rühle von Lilienstern (1780-1847), de una familia del gobierno antiguo del príncipe Bernardo de Sajonia-Weimar,  este último autor también de <<Diario de la campaña de septiembre y octubre de 1806>>, Tubinge, 1809 o una obra con lecciones sobre el arte militar <<De la Guerre>>, Fráncfort, 1814, in-8.º, quien trabajó en común con Antoine-Henri Jomini, formando parte de la comisión que en 1814 se encargó de presentar las disposiciones necesarias para la defensa de las fronteras de Alemania, y en 1824 Decker también creó el <<Zeitschrift fur Kunst,...>> junto a Cyriaci y Ludwig Blesson (1790-1861).
Decker también escribió una obra sobre las batallas y combates principales de la Guerra de los Siete Años, y novelas y comedias utilizando el <<nombre de pluma>> Adalbert vom Thale. En <<La revista militar:...>>, de Eduardo Fernández San Roman, Madrid, 1830, en el artículo del general prusiano Wilhelm von Willisen (1790-1879)  en <Teoría de la gran guerra aplicada a las campañas de los rusos en Polonia>>, se lee lo siguiente: El objeto que con ella se propuso el coronel Willisen, profesor entonces de la escuela militar de Berlín, y en la actualidad general en jefe de las tropas los ducados de Schleswig-Holstein, fue presentar una teoría nueva del arte de hacer la guerra y desarrollarla analizando las campañas de los rusos en Polonia en 1831, refundiendo en una las diferentes teorías expuestas por los más célebres militares como Bulow, Jomini, el archiduque Carlos, Decker, Rogniat y otros, y en el <<Diccionario militar>>, Madrid, 1876, de José Almirante y Torroella se lee lo siguiente: Está admitido que en la batalla de Thymbrea descrita por Jenofonte es donde tiene formal arranque la historia de la guerra. Allí Ciro, según Decker, aprovecha el momento en que le desborda su contrario para tomar la ofensiva y decidir la batalla con una carga de caballería montada en dromedarios.

## Obras
- The three arms or divisional tactics of Decker, London, 1851.
- Fremstiling af den krig i den neyre Krigsorelses aand;...., 1849.
- Éléments de stratégie pratique, Bruxelles, 1849.
- Experiences sur les shrapuels,....., París, 1847.
- Biographie d'Abd-el-Kader, Anvers, 1846.
- De la petite guerre:...., París: J. Correard, 1845.
- De la táctica de las tres armas, infantería, caballería, artillería, separadas y reunidas, según el espíritu de la nueva guerra, curso hecho en la escuela militar de Berlín, por el coronel Carlos de Decker , Madrid, Boletín del ejército, 1845, 2 tomos in-4.º.
- Algerien....., Berlín, 1844.
- Batailles et principaux combats de la guerre de Sept ans:..., París: J. Correard, 1839-40, 3 vols.
- Die taktik der drei Waffen:...., Berlín, 1833-34, 2 vols.
- De la tactique des trois armes, infanterie, cavalerie, artillerie,.., París: J. Dumaine, 1827-28, 2 vols.
- Die artillerie für alle Waffen..., Berlín, Mittler, 1816, 3 vols.
- Otras